# Transkarpatiens oblast
Transkarpatiens oblast eller Zakarpatska oblast (ukrainska: Закарпатська область, Transkarpatiska området) är ett oblast (provins) i västra Ukraina med en betydande ungersk minoritetsbefolkning. Huvudort är Uzjhorod. Några andra större städer är Mukatjeve och Vynohradiv.
Området hette tidigare Karpato-Ukraina och ingick i Österrike-Ungern i hundratals år. Åren 1918-1945 var området en del av Tjeckoslovakien. Efter andra världskrigets slut 1945 annekterades området av Sovjetunionen och införlivades med Ukrainska SSR.